# Kollektivschutz

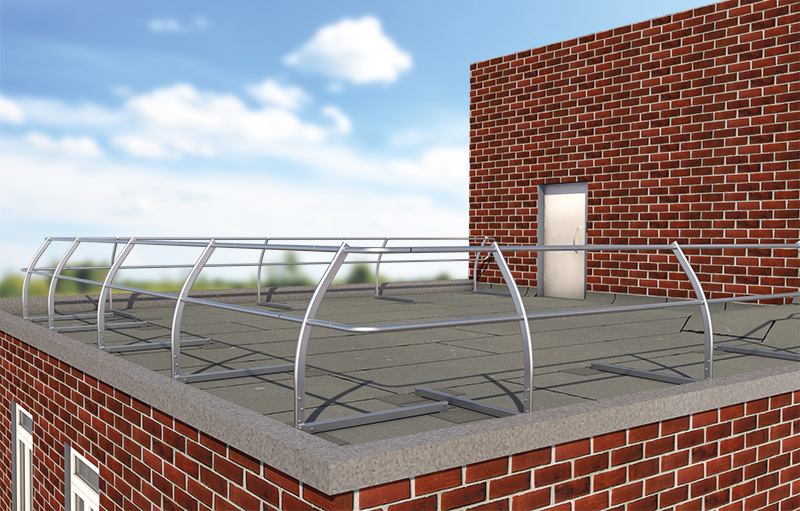
Schutzgeländer an Absturzkante

Der Begriff Kollektivschutz bezeichnet eine Form der Absturzsicherung von Personen, die im Gegensatz zur Persönlichen Schutzausrüstung gegen Absturz (PSAgA) nicht individuell sichert, sondern allgemein. Kollektivschutz sichert grundsätzlich alle Personen in absturzgefährdeten Bereichen wie Absturzkanten auf Dächern und Gebäuden, Brücken, Treppen oder auch großen Maschinen, ohne dass eine zusätzliche Schutzausrüstung erforderlich ist. Technische Umsetzungen von Maßnahmen zum Kollektivschutz können Auffangnetze, Gerüste oder ein sogenannter Seitenschutz sein. Die bekannteste und gängigste Form – im Alltag wie bei der Arbeit – ist das (Schutz-)Geländer.

## Arbeitsrechtliche Grundlagen
In den gesetzlichen und berufsgenossenschaftlichen Vorgaben zur Absturzsicherung bei der Arbeit hat der Kollektivschutz grundsätzlich Priorität gegenüber alternativen Schutzmaßnahmen. In der für die Arbeitssicherheit verbindlichen DIN 4426:2013 mit dem Titel „Sicherheitstechnische Anforderungen an Arbeitsplätze und Verkehrswege“ heißt es wortwörtlich: „Bei der Auswahl der Einrichtungen haben Umwehrungen Vorrang vor Anschlageinrichtungen für Persönliche Schutzausrüstung gegen Absturz (PSAgA).“ Auch die BGI (Berufsgenossenschaftliche Information) 5164 „Planungsgrundlagen von Anschlageinrichtungen auf Dächern“ gibt der kollektiven unbedingten Vorrang gegenüber der persönlichen Absturzsicherung.

## Einsatzorte
Typische Einsatzorte für Kollektivschutz sind Treppen und Brücken, aber auch Lichtkuppeln, Photovoltaik-Module, Schornsteine und Dächern. Auf Baustellen wird Kollektivschutz zudem nicht dauerhaft, sondern nur temporär zur Sicherung der Arbeiter während der Bauphase installiert, etwa in Form eines Gerüstes oder eines dreiteiligen Seitenschutzes. Schutzgeländer können auf verschiedene Arten am Bauwerk befestigt werden. In der DIN EN 13374:2013 „Temporäre Seitenschutzsysteme“ werden etwa Varianten mit „Zwinge“, „Gegengewicht“ oder „fester Verbindung des Fußes zur Decke“ unterschieden. Für Gebäude, auf denen eine Dachdurchdringung nicht erwünscht ist, beispielsweise auf Produktionshallen der Lebensmittel- oder Pharmaindustrie, können Schutzgeländer verwendet werden, die auf Bitumen- und Folienoberflächen verschweißt werden. Ein Schutzgeländer muss laut DIN EN 13374:2013 eine Mindesthöhe von 100 cm haben; gemäß der in der Industrie anzuwendenden DIN EN 14122-3 „Ortsfeste Zugänge zu maschinellen Anlagen“ beträgt die Mindesthöhe von Schutzgeländern sogar 110 cm. Wird ein Geländer an einer Dachkante befestigt, die keine Attika aufweist, oder ist die Attika niedriger als 10 cm, ist ein entsprechender Schutz auf dieser Höhe notwendig, beispielsweise in Form einer zusätzlichen Fußleiste.

## Klassifikation Schutzgeländer
In der DIN EN 13374:2013 sind drei Geländerklassen für verschiedene Neigungswinkel definiert, die jeweils unterschiedlichen Prüfkriterien unterliegen. Bei Dachflächen mit einer Neigung von bis zu 10° ist ein Geländer der Klasse A empfohlen; dieser Geländertyp wird laut Prüfverfahren einem statischen Belastungstest unterzogen, bevor es für den Markt zugelassen werden kann.
Bei Dachneigungen von bis zu 30° werden Schutzgeländer der Klasse B eingesetzt – beträgt die maximale Absturzhöhe unter 2 m, kann ein Seitenschutz der Klasse B auch bei einer Dachneigung von bis zu 60° verbaut werden.
Schutzgeländer der Klasse C werden bei einem Neigungswinkel zwischen 30° und 45° eingesetzt; liegt die maximale Absturzhöhe unter 5 m, sind diese Geländer auch für eine Dachneigung zwischen 45° und 60° geeignet. Die für eine Zertifizierung notwendigen Tests werden bei Seitenschutzvorrichtungen der Klassen B und C dynamisch durchgeführt, um eine Person zu simulieren, die gegen das Geländer stürzt oder prallt.